# 居吕尼埃勒
居吕尼埃勒（法語：Gurunhuel，法語發音：[ɡyʁynɥɛl] ⓘ）是法国阿摩尔滨海省的一个市镇，位于该省西部，属于甘冈区。

## 地理
居吕尼埃勒（48°30'58"N, 3°18'1"W）面积19.58 平方千米，位于法国布列塔尼大區阿摩尔滨海省，该省份为法国西北部沿海省份，位于布列塔尼半岛北部，北濒大西洋英吉利海峡，西接菲尼斯泰尔省，南至莫尔比昂省，东临伊勒-维莱讷省。
与居吕尼埃勒接壤的市镇（或旧市镇、城区）包括：布尔布里亚克、卢阿尔加特、穆斯泰吕、普卢贡韦尔、蓬梅尔韦、特雷格拉米斯。

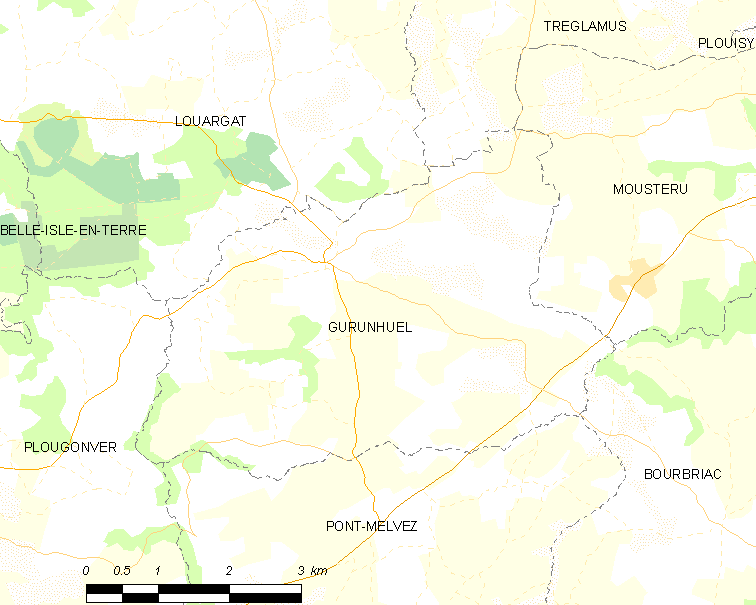
居吕尼埃勒的OSM定位图

居吕尼埃勒的时区为UTC+01:00、UTC+02:00（夏令时）。

## 行政
居吕尼埃勒的邮政编码为22390，INSEE市镇编码为22072。

## 政治
居吕尼埃勒所属的省级选区为卡拉克县。

## 人口

1962-2008年间居吕尼埃勒人口变化图示

居吕尼埃勒于2022年1月1日时的人口数量为406人。